# 開光點眼
開光點眼，简称开光，道教、汉传佛教宗教行为。其儀式大略是念誦各種咒語、经文或者吉祥話，有的还要以硃砂筆點神像或藝品之上。
道教是透過特定的儀式，請來神靈以靈力進入神像或宗教藝術品內，主其事者通常是道士。汉传佛教僧侶也会实行开光仪式，请佛菩萨以神力加持。《一切如來安像三昧儀軌經》稱：「復為佛像開眼之光明，如點眼相似，即頌開眼光真言二道。」《禪林象器箋 》稱：「凡新造佛、祖、神大像者，請宗師家立地數語，作筆點勢，直接開他金剛正眼，此為開眼佛事，又名開光明。」
在臺灣，也常由民意代表、高級官員或者門閥名流為之。
有些地區對於亡靈的神主牌亦有開光儀式，稱為點主。